# Dichromodes ophiosema
Dichromodes ophiosema är en fjärilsart som beskrevs av Oswald Beltram Lower 1901. Dichromodes ophiosema ingår i släktet Dichromodes och familjen mätare. Inga underarter finns listade i Catalogue of Life.